# 9 Air

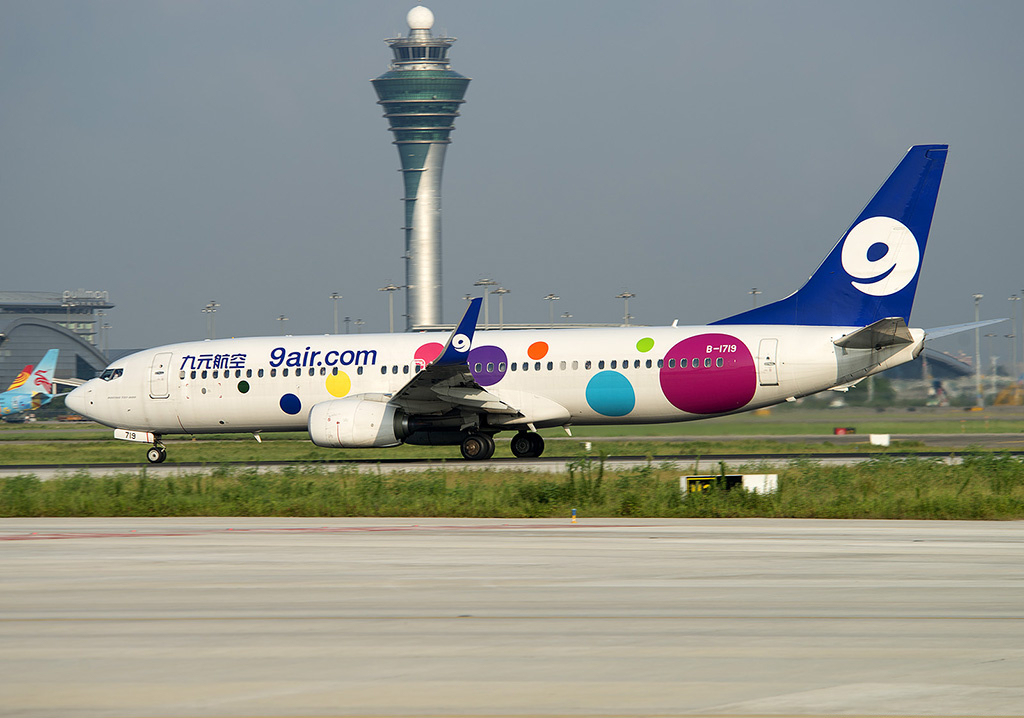
Boeing 737-800 авіакомпанії 9 Air в міжнародному аеропорту Гуанчжоу Zhoukou

9 Air (кит.: 九元航空) — китайська бюджетна авіакомпанія зі штаб-квартирою в Гуанчжоу, дочірнє підприємство іншого авіаперевізника Juneyao Airlines.
Портом приписки компанії і її головним транзитним вузлом (хабом) є міжнародний аеропорт Гуанчжоу Zhoukou.

## Загальні відомості
9 Air була заснована в 2014 році і почала операційну діяльність 15 січня наступного року з виконання регулярних рейсів за маршрутом Гуанчжоу — Веньчжоу — Харбін.

## Пункти призначення

### Китай
- Чанчунь — міжнародний аеропорт Чанчунь Лунцзя
- Гуанчжоу — міжнародний аеропорт Гуанчжоу Zhoukou
- Харбін — міжнародний аеропорт Харбін Тайпін
- Хайкоу — міжнародний аеропорт Хайкоу Мейлань
- Нанкін — міжнародний аеропорт Нанкін Лукоу
- Веньчжоу — міжнародний аеропорт Веньчжоу Юнцян

## Флот
У листопаді 2015 року повітряний флот авіакомпанії 9 Air становили такі літаки середнім віком 1,7 року: